# 大分縣公安委員會
大分縣公安委員會（日语：／ Ōitaken kō'an-i'inkai */?）是由大分縣知事所轄，負責管理大分縣警察的行政委員會，由3名委員組成。

## 委員
- 委員長
  - 戶高善之
- 委員
  - 小手川茂生
  - 合原真知子

## 下部組織
- 大分縣警察

## 外部連結
- 大分県公安委員会 （页面存档备份，存于）